# ガリンスタン

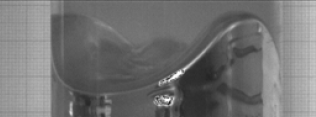
ガリンスタン

ガリンスタン (Galinstan) はガリウム、インジウム、スズの共晶合金で、常温で液体の金属（液体金属）である。ドイツのゲーラテルム・メディカル株式会社 (Geratherm. Medical AG) が開発し、Galinstanは同社の登録商標である。名前は各元素のラテン名、ガリウム (Gallium) - インジウム (Indium) - スズ (stannum) に由来する。
組成はガリウム 68.5 %、インジウム 21.5 %、錫 10 % である。

## 性質

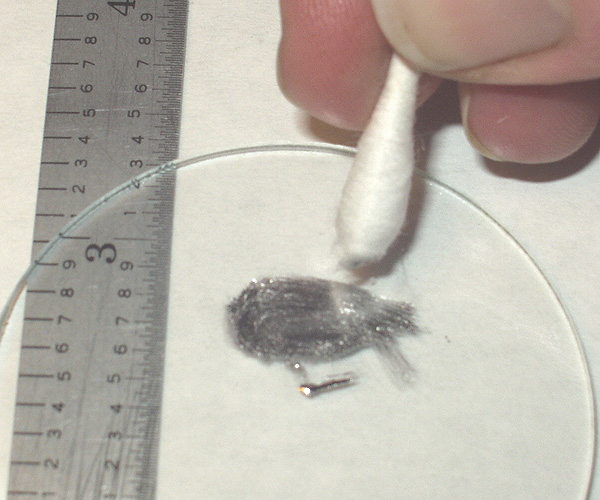
ガリンスタンはガラスへの濡れ性が高い

他の常温で液体である金属に比べて毒性が低い。また蒸気圧が低く高熱にさらされても気化しない。そのため、体温計など水銀が使われる用途の代替材料としても使用される。ただしガリンスタンは、ガラスを含む多くの材料に対して、高い濡れ性と付着性を有する。そのため、ガラスに入れて使用する場合、ガリンスタンが接する部分にはコーティングが必要であるなどの課題がある。また、原料のガリウムやインジウムが高価であるため、原子炉冷却材のような大量に使用する用途には向かない。また、常温で液体の金属であるため、他の固体の金属と触れていると染み込み、脆化を起こし、その金属の強度が下がる。
- 沸点: > 1300 ℃
- 融点: -19 ℃
- 比重: 6.44 g/cm3
- 粘度: 0.0024 Pa·s (at 20 ℃)
- 熱伝導率: 16.5 W/m·K

## 用途

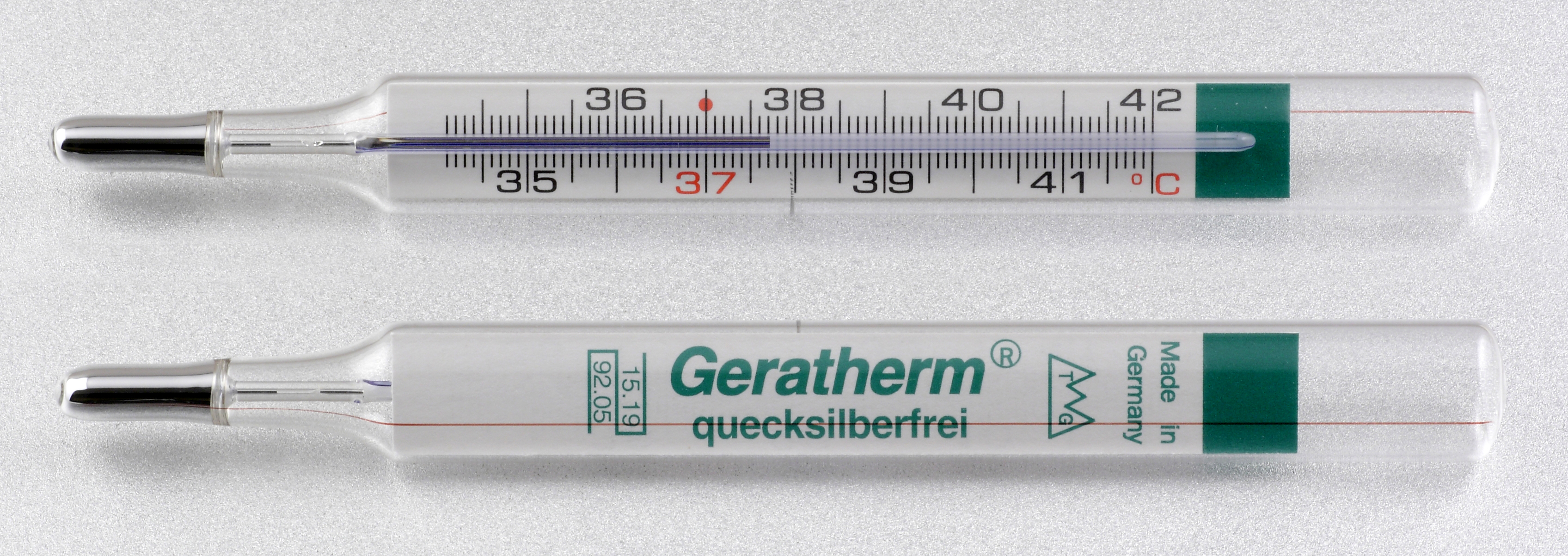
ガリンスタンを使った体温計

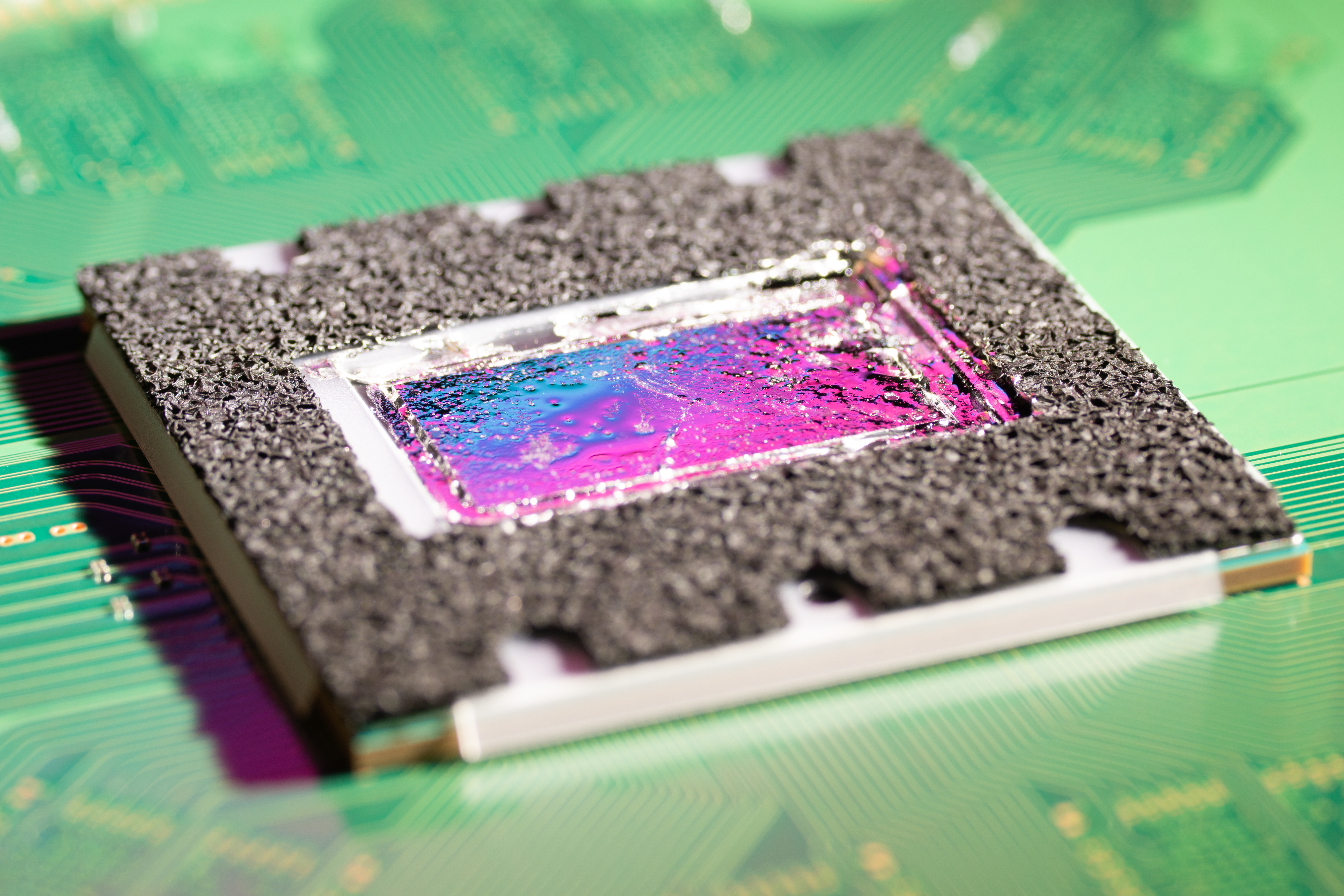
家庭用ゲーム機「PlayStation 5」のCPU表面に塗布された液体金属。成分は公表されていないが、日経クロステック誌はガリンスタンと推測している。

先述の体温計などの用途の他、濡れ性と付着性がよく熱伝導率が高く熱に強いことを利用し放熱グリス様の利用をされる。ただし脆化が起きやすいためアルミニウム製のヒートシンクには使用できない点に注意を要する。
体温計としては2021年にPMDA（独立行政法人医薬品医療機器総合機構）に液体金属毛細管体温計として新規登録されオンスクエア株式会社から販売が開始された。
水俣条約に基づく環境省指針により2020年12月31日をもって特定の場合を除き水銀を使用する製品の製造、販売、輸出入が禁止されたため2021年時点において唯一販売可能なアナログ体温計となった。